# Goswin Klingenberg

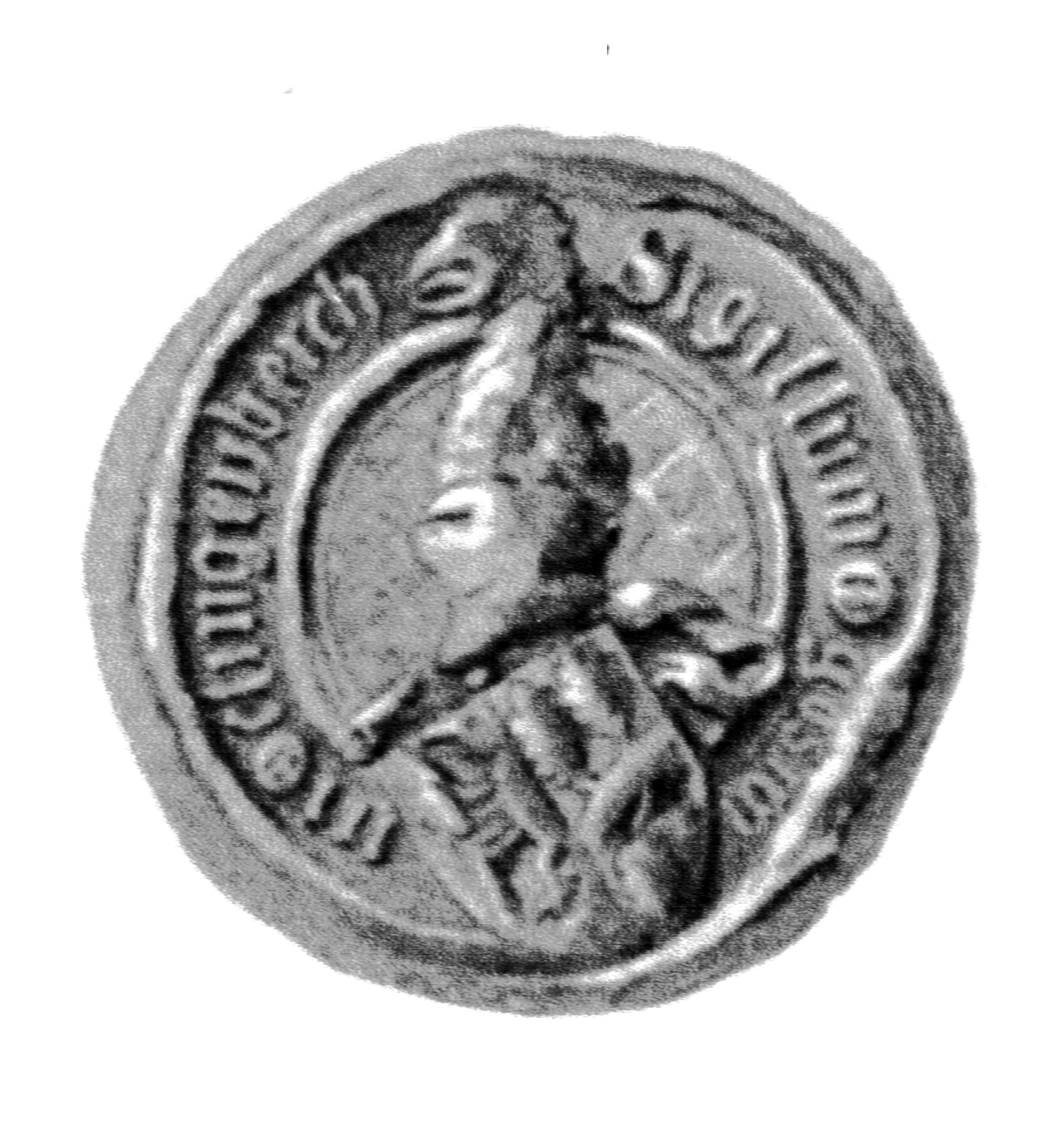
Siegel des Goswin Klingenberg (um 1408)

Goswin Klingenberg (* in Lübeck; † 16. März 1416 in Lüneburg) war ein Bürgermeister der Hansestadt Lübeck.

## Leben
Goswin Klingenberg war der Sohn des Lübecker Ratsherrn Wedekin Klingenberg. Er wurde 1382 in den Lübecker Rat gewählt und dort 1397 zum Bürgermeister bestimmt. Im gleichen Jahr reiste er als Gesandter der Stadt nach Riga, um dort im Streit zwischen Domkapitel und Ordensrittern zu schlichten. 1405 vermittelte er zwischen dem Lübecker Bischof Johannes Hundebeke und dem Lübecker Domkapitel. In Testamenten Lübecker Bürger wird er bis 1407 mehrfach als Vormund aufgeführt. Bei Ausbruch der Unruhen in Lübeck 1408 blieb er zunächst in Lübeck, erst nach dem Scheitern der Verhandlungen zwischen Altem Rat und Neuem Rat in Mölln ging auch er ins Exil nach Lüneburg. Er beteiligte sich an der Klage des Alten Rates vor dem Reichshofgericht. Daraufhin wurden seine Lübecker Vermögenswerte vom Neuen Rat eingezogen.
In seiner Lübecker Zeit wohnte er in der Breiten Straße 6. Er war Mitglied der Zirkelgesellschaft und verstarb im Lüneburger Exil. Er war verheiratet mit Margaretha, einer Tochter des Gerhard Witte, der Witwe seines Vetters Johann Klingenberg († 1371). Der Lübecker Bürgermeister Johann Klingenberg war Goswins Sohn. Er wurde in St. Johannis beigesetzt; die Inschrift der Grabplatte ist überliefert.